# Central Province (Papua-Neuguinea)
Central ist eine Provinz an der Südküste Papua-Neuguineas. Sie ist im nationalen Vergleich sehr trocken und hat eine geringe Bevölkerungsdichte. Auf ihrem Gebiet liegt die Hauptstadt Port Moresby. Über Straßen ist die Provinz kaum mit dem Rest Papua-Neuguineas verbunden.

## Bevölkerung

### Sprachen
In Central werden 32 lokale Sprachen Papua-Neuguineas gesprochen. Austronesische Sprachen werden in den Küstengebieten westlich von Cape Rodney und im Inland in den Distrikten Kairuku und Rigo gesprochen. Eine dieser Sprachen, Motu, ist die Basis für die in der Central-Provinz noch vor der Pidgin-Sprache Tok Pisin am weitesten verbreitete Verkehrssprache Hiri Motu.

### Siedlungsformen
Die Bevölkerung des Inlandes lebt überwiegend in kleinen, verstreuten Siedlungen. An der Küste haben sich, ursprünglich zur Verteidigung, größere Siedlungen durchgesetzt.

### Bildung
44,8 Prozent der Schüler besuchen kirchliche Schulen.

## Geografie, Klima, Vegetation
Die Provinz besitzt einige hohe Berge, u. a. den Mount Victoria (4036 Meter), 352 Seen und 33 Inseln. Die Küste ist von Korallenriffen umgeben. Je nach Region liegt der jährliche Regenfall zwischen 1147 Millimetern (Kwikila) und 3180 Millimetern (Woitape).
Die Vegetation reicht von Mangroven an der Küste bis zu tropischem Regenwald und alpinem Grasland.

## Geschichte
Erste Besiedlungsspuren sind vor 26.000 Jahren nachweisbar. Die Bevölkerung der westlichen Küstenregion erreichte die Gegend vermutlich erst in den letzten 2000 Jahren. Es gab zwei traditionelle „Handelsnetzwerke“ mit großen Segelkanus: Die westlichen Motu trieben mit ihren Hiri-Fahrten Handel mit dem Gebiet der heutigen Gulf Province. Von den östlich lebenden Mailu-Insulanern ging wiederum ein Handel mit den Motu und den Menschen der Milne Bay Province aus.
Die London Missionary Society begann 1873 mit der Mission. Die britische Kolonialzeit begann 1884.
Im Zweiten Weltkrieg trafen hier japanische und australische Truppen aufeinander.

## Distrikte und LLGs
Die Provinz Central ist in vier Distrikte unterteilt. Jeder Distrikt besteht aus einem oder mehreren „Gebieten auf lokaler Verwaltungsebene“, Local Level Government (LLG) Areas, die in Rural (ländliche) oder Urban (städtische) LLGs unterschieden werden.
| Distrikt              | Verwaltungszentrum | Bezeichnung der LLG-Gebiete |
| --------------------- | ------------------ | --------------------------- |
| Abau Distrikt         | Abau               | Amazon Bay Rural            |
| Abau Distrikt         | Abau               | Aroma Rural                 |
| Abau Distrikt         | Abau               | Cloudy Bay Rural            |
| Goilala Distrikt      | Tapini             | Guari Rural                 |
| Goilala Distrikt      | Tapini             | Tapini Rural                |
| Goilala Distrikt      | Tapini             | Woitape Rural               |
| Kairuku-Hiri Distrikt | Bereina            | Hiri Rural                  |
| Kairuku-Hiri Distrikt | Bereina            | Kairuku Rural               |
| Kairuku-Hiri Distrikt | Bereina            | Koiari Rural                |
| Kairuku-Hiri Distrikt | Bereina            | Mekeo Kuni Rural            |
| Rigo Distrikt         | Kwikila            | Rigo Central Rural          |
| Rigo Distrikt         | Kwikila            | Rigo Coastal Rural          |
| Rigo Distrikt         | Kwikila            | Rigo Inland Rural           |

## Wirtschaft und Verkehr
Central hat ein ausgebautes Straßennetz, ist allerdings nicht über Straßen an das restliche Land angebunden.